# Enarsa
Эна́рса (исп. Enarsa) — аргентинская национальная нефтегазовая компания. Полное наименование — Energía Argentina Sociedad Anónima. Штаб-квартира — в Буэнос-Айресе.

## История
Нестабильность политической системы, плоды правления последнего военного режима ввергли Аргентину в затяжной экономический кризис. Пришедшее к власти правительство перонистов во главе с Карлосом Менемом объявило о неэффективности государственных компаний в стратегических сферах — коммуникациях, военной промышленности, финансах, энергетике и др. С начала 1990-х был начат процесс приватизации — Entel, Somisa, Aerolíneas Argentinas, Gas del Estado, ELMA, FMA и пр. Национальная нефтяная компания Аргентины — YPF — одна из крупнейших в стране, была приобретена испанской Repsol в 1994 году.
Энергетический кризис в Аргентине 2004 года выявил сомнительность решения Менема, и в том же году была образована новая национальная нефтяная компания. Указ об этом президент Аргентины Нестор Киршнер подписал 29 декабря. Государству принадлежит 53 % акций, 12 % разделены между провинциями, остальные 35 % в свободном обращении.

## Деятельность
Enarsa действует в Аргентине, Венесуэле, Боливии и других странах. Рассматриваются возможности сотрудничества с Россией. Компании принадлежат электростанции в Кордове, Кампане, Некочеа, Энсенаде и Саусе-Вьехо.
В 2006 году на континентальном шельфе между городами Мар-дель-Плата и Баия-Бланка нефтяными компаниями Repsol-YPF и Enarsa были начаты геологоразведочные работы.

### Дочерние предприятия
- Enarsa Servicios — электроэнергетическое подразделение «Enarsa» (совместно с INVAP).
- Vientos de la Patagonia — занимается управлением активами компании в провинции Чубут.
- Enarsa PDV S.A. — занимается операциями в Венесуэле и Аргентине (Enarsa-PDVSA)[8].
- Enarsa Aereopuertos — транспортное подразделение.

### Электростанции
- Энсенада де Барраган — тепловая электростанция в Энсенаде мощностью 840 МВт.
- Бригадьер Лопес — тепловая электростанция в Саусе-Вьехо мощностью 420 МВт.
- Мануэль Бельграно-2 — тепловая электростанция в Кампане мощностью 280 МВт.
- Инх. Франсиско Басан — тепловая электростанция в Кордове мощностью 145 МВт.
- Некочеа-2 — тепловая электростанция в Некочеа мощностью 145 МВт.